# Karlovice
Karlovice (deutsch: Karlowitz) ist eine Gemeinde im Okres Semily, Liberecký kraj in Tschechien.

## Geschichte
Der Ort wurde 1543 erstmals urkundlich erwähnt. 

## Gemeindegliederung
Die Gemeinde Karlovice besteht aus den Ortsteilen Karlovice (Karlowitz),  Radvánovice (Radwanowitz), Roudný (Raudnei), Sedmihorky (Wartenberg) und Svatoňovice (Swatonowitz).

## Sehenswürdigkeiten
- Lázně Sedmihorky